# Pseudogynoxys engleri
Pseudogynoxys engleri es una especie de planta con flor en la familia Asteraceae.
Es endémica de Ecuador. Su hábitat natural son las selvas subtropical o tropical seca, o húmeda.
Está amenazada de extinción por drástica pérdida de hábitat.

## Fuente
- Montúfar, R. & Pitman, N. 2003. Pseudogynoxys engleri. 2006 IUCN Lista Roja de Especies Amenazadas, bajado 20 de julio de 2007
- Valencia, R., Pitman, N., León-Yánez, S. Jørgensen, P.M. (eds). 2000. Libro Rojo de las Plantas Endémicas del Ecuador 2000. Publicaciones del Herbario QCA, Ponticicia Universidad Católica del Ecuador, Quito